# ブル・デービッド
ブル・デービッド（David Bull、1951年 - ）は、日本の版画家。既婚、2女あり。

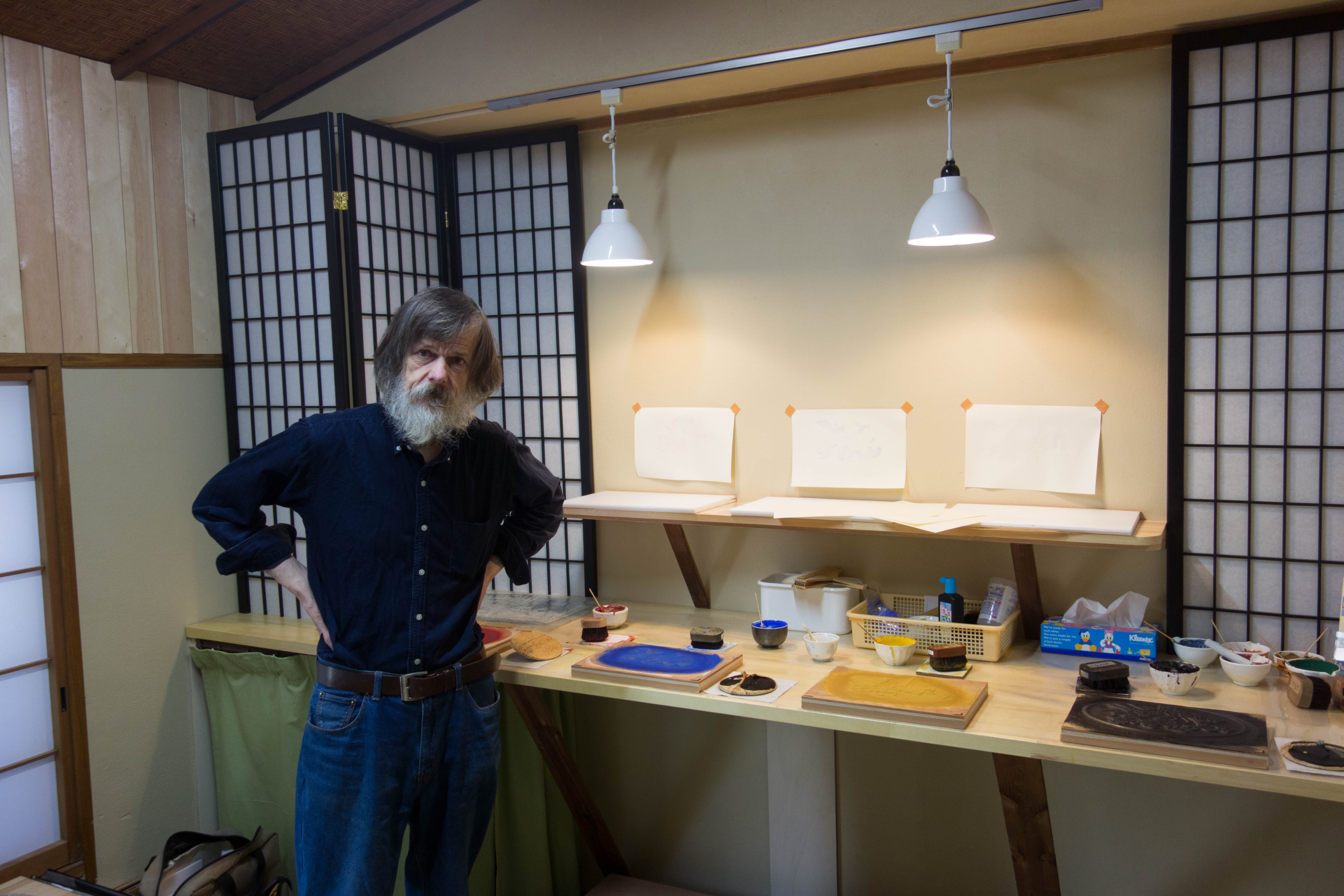
2014年

## 経歴・人物
イギリスの生まれであるが、カナダ国籍である。1951年、ロンドンで3人兄弟の長男として生れる。父は有名バンドのサクスフォンを演奏。5歳の時、父の仕事の都合で、カナダのアルバータ州エドモントンへ移住。学生時代は音楽に熱中。1966年、高校時代フルートを始める。1967年、バンクーバーユースオーケストラに入団。1969年、音楽コースのあるブリティッシュコロンビア州立大学に入学し、フルートを専攻。学業不振で父が大激怒し、1年経たずに退学。楽器店に就職し、27歳でトロント支店に移動。1979年にトロントの小さなギャラリーで出会った浮世絵の木版画に魅了される。後にバンクーバーに戻り、1981年、3ケ月ほど恋人の日本人女性と日本を旅行中に、岡山のデパートで4枚の木版画に再び衝撃を受ける。カナダで日本人女性と結婚し2女をもうける。1986年、木版画職人として活動するため、来日。その活動は年々幅を広め、1989年より勝川春章の百人一首復刻版の製作を開始、1998年に完成させた。1991年、妻子がカナダへ戻る。2014年、浅草に木版館を開館。

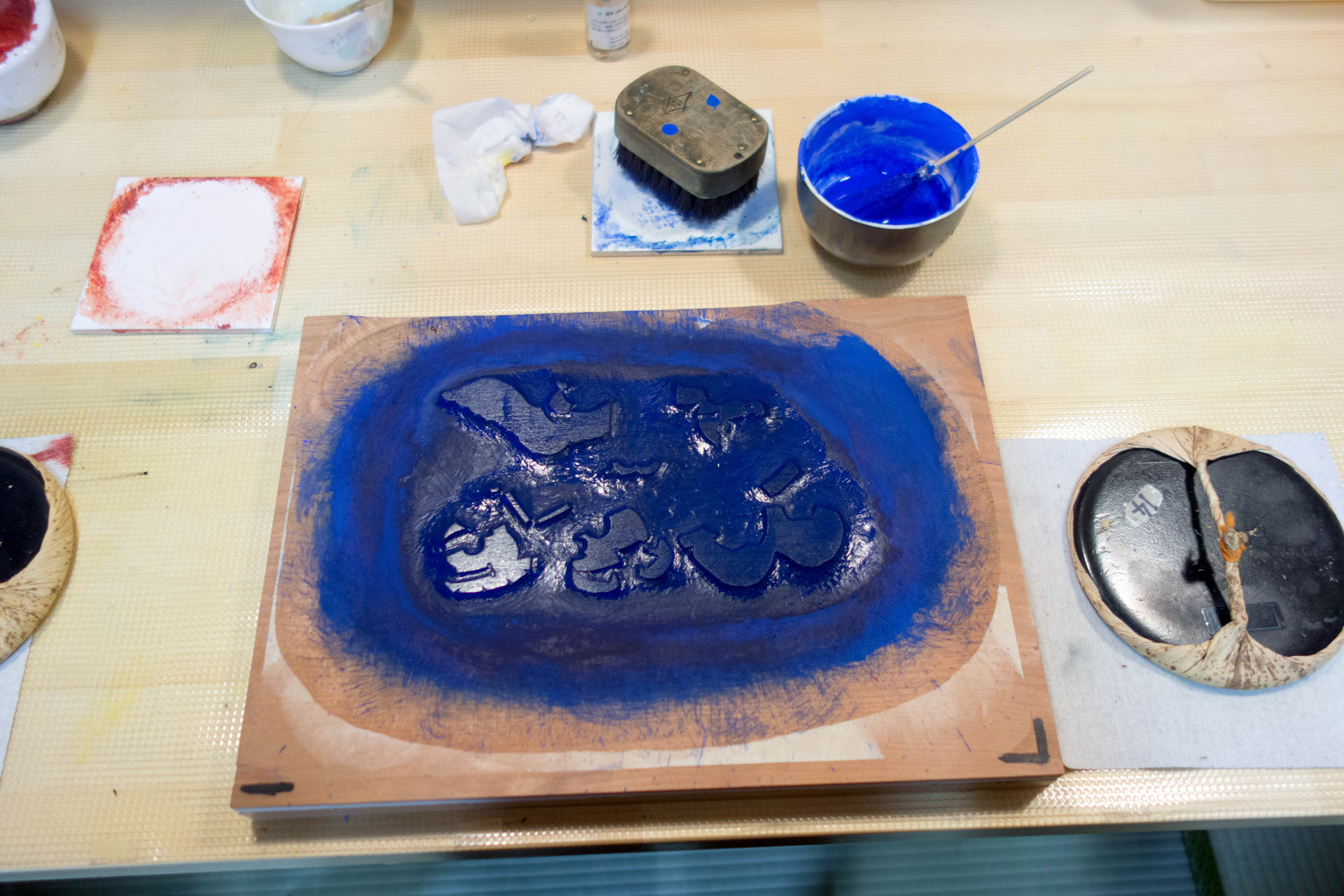
自身の刷りの版木

## 著書
- A Story A Week　 版画家デービッドが綴る随想集[1]（その１・その２）
- 大人の塗り絵画集・小倉百人一首「恋の歌」あおば出版 （2006年）ISBN 978-4873177779

## 主人公として描かれたマンガが収録された雑誌
- ヤングサンデー - 山田玲司『絶望に効くクスリ』

## 主なコラム
- 毎日ウィークリー
- デイリー読売
- ジャパンタイムス

## 主な出演番組
- 1億人の大質問!?笑ってコラえて!
- みんな生きている
- たけしの誰でもピカソ
- エンジョイ・ジャパン
- お江戸粋いき
- お昼ですよ！
- 水トク!「関口宏の日本を探しに行こう」
- モヤモヤさまぁ～ず2
- Journeys in Japan 城崎温泉 古きよき憩いの湯 （2018年11月2日放送）

- ワタシが日本に住む理由

## 主な掲載記事
- 讀賣新聞
- 朝日新聞
- 新美術新聞
- ガテン
- コンセンサス
- What's Up?
- 東京生活
- 国際人流
- The Big Issue
- 科学技術ジャーナル
- デザイン
- 農林年金

## 主な復刻作品
- 勝川春章「百人一首」
- 尾形月耕「入谷の朝顔」